# حديقة التاروت
حديقة التاروت (بالإيطالية: Giardino dei Tarocchi)‏ هي حديقة منحوتات مستوحاة من التاروت الباطني، أنشأتها الفنانة الفرنسية-الأمريكية نيكّي دي سانت فال (1930-2002) في بيشيا فيورنتينا، منطقة جارافيكيو، بلدية كابالبيو، مقاطعة غروسيتو، توسكانا، إيطاليا. افتُتحت الحديقة للجمهور عام 1998.

## نبذة عامة
استوحت نيكي دي سانت فال تصميم حديقة التاروت من متنزه غويل في برشلونة الذي صممه أنطوني غاودي، وحديقة باركو ديي موستري في بومارزو، وقصر "إيديال" لفرديناند شوفال، وأبراج واتس التي صممها سيمون روديا.
في عام 1979، اشترت قطعة أرض فوق أطلال إترورية في منطقة جارافيتشيو بتوسكانا، على بُعد حوالي 100 كيلومتر شمال غرب روما بالقرب من الساحل. هناك، أنشأت حديقة "جياردينو دي تاروتشي"، التي تضم اثنتين وعشرين منحوتة ضخمة تمثل فكرتها عن أسرار التاروت الكبرى. بُنيت هذه التماثيل من الخرسانة المسلحة ومغطاة بالمرايا والفسيفساء الخزفية. يمكن السير عبر بعض التماثيل الكبيرة، بل إن الفنانة نفسها عاشت داخل تمثال الإمبراطورة الشبيه بأبي الهول لعدة سنوات أثناء بناء الحديقة.

## معرض الصور

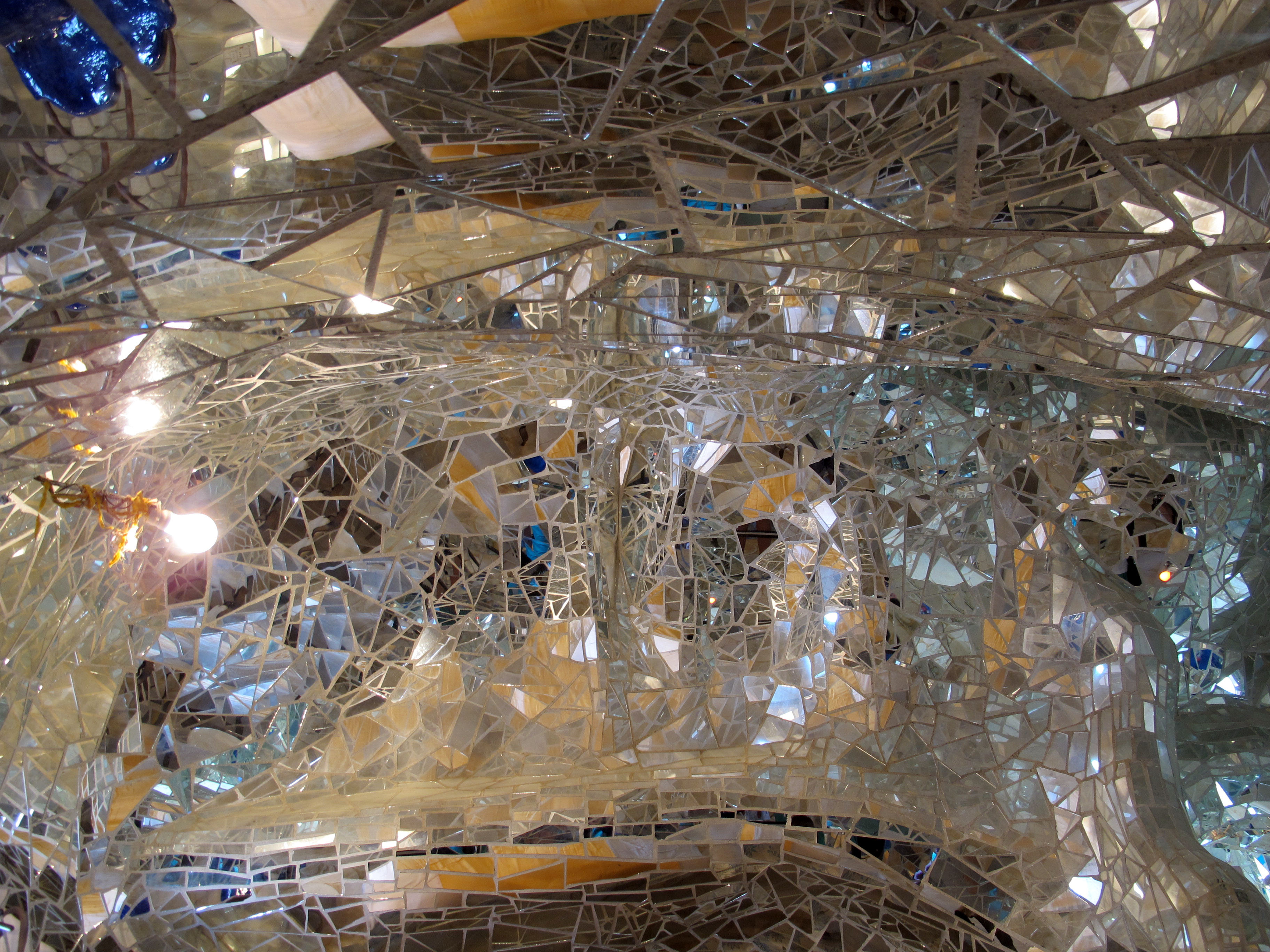
الفسيفساء
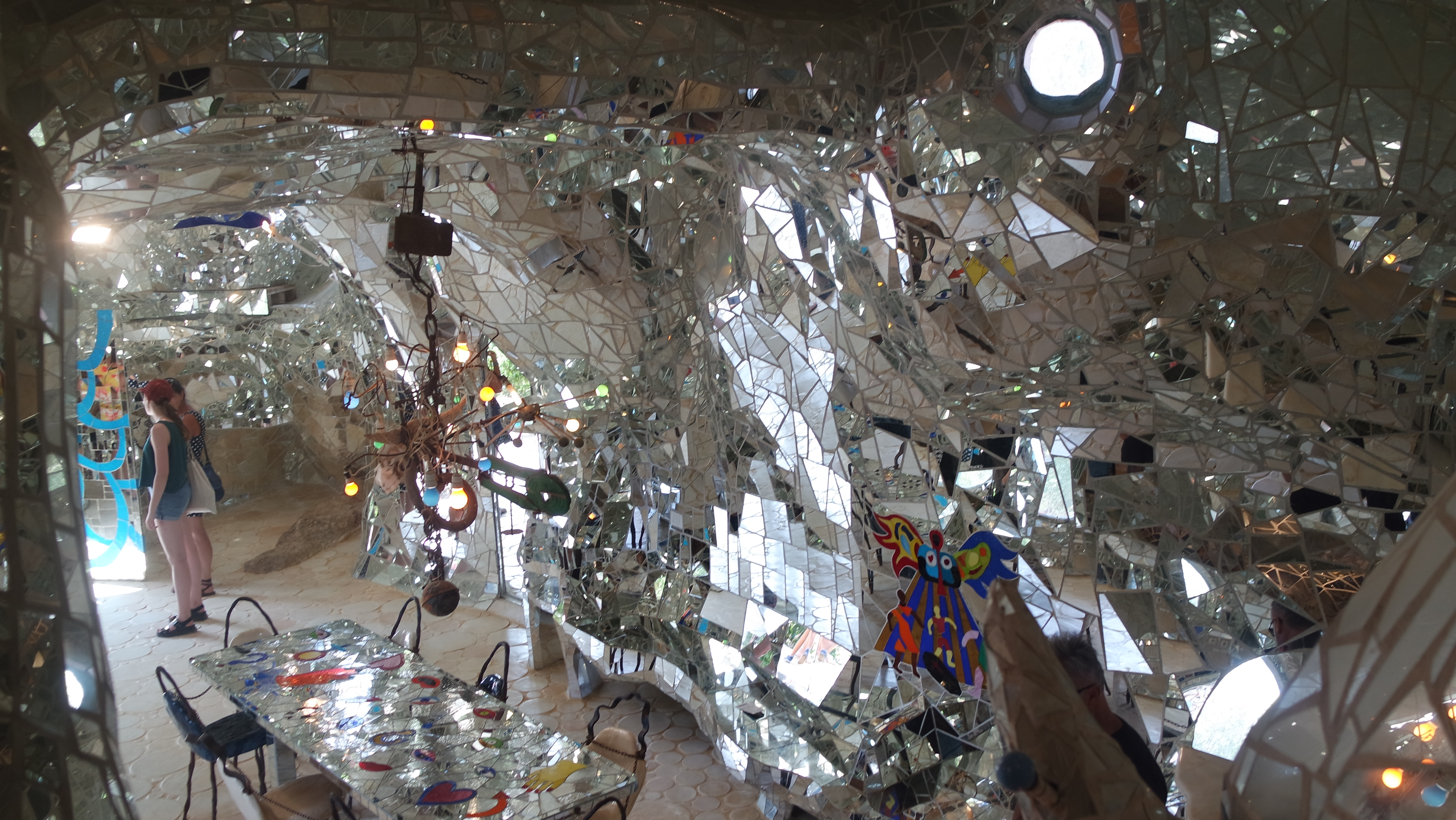
الإمبراطورية (منظر داخلي)
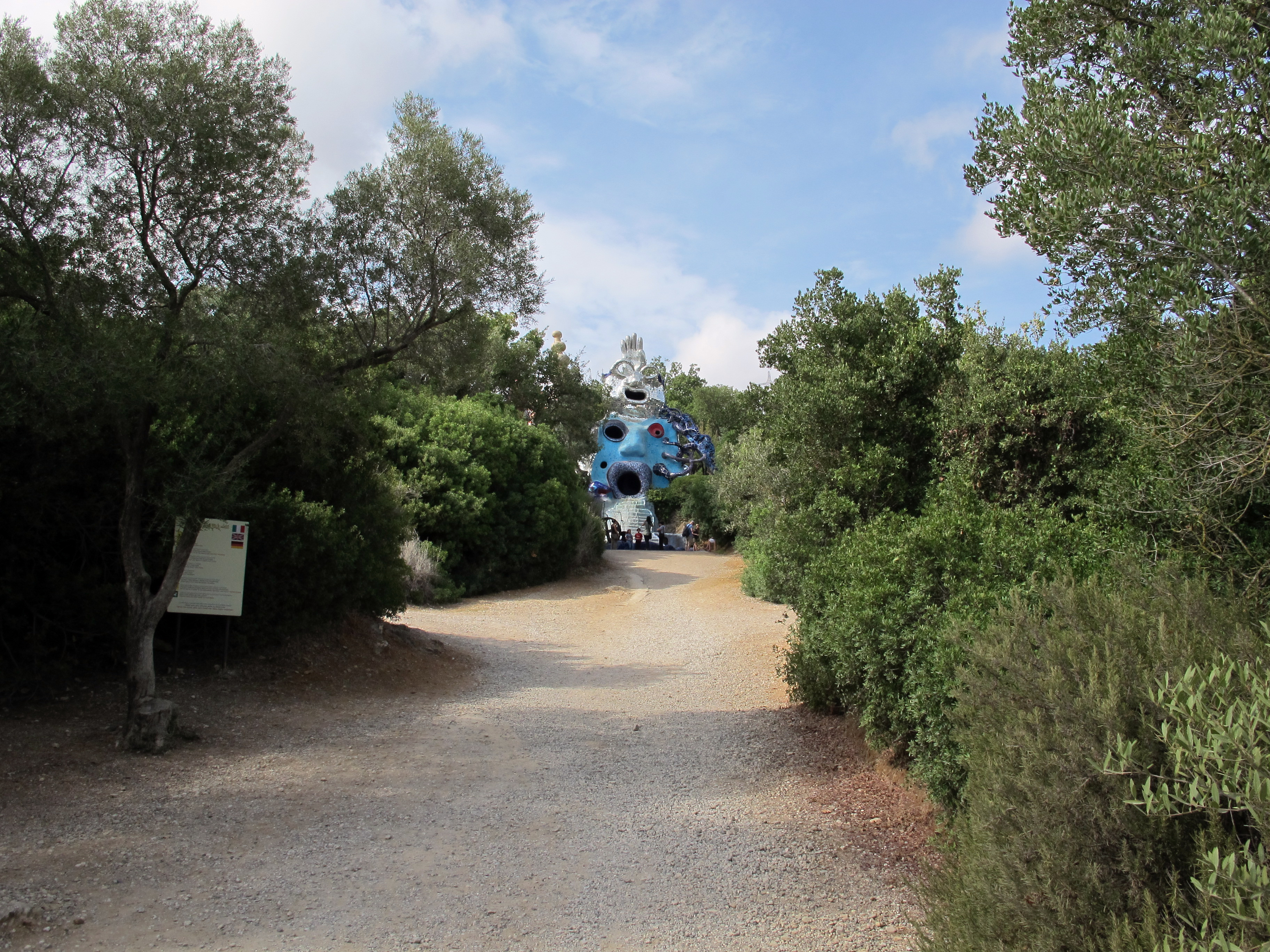
حديقة التاروت